# Shaoyang
Shaoyang is een stadsprefectuur in het zuidwesten van de zuidelijke provincie Hunan, Volksrepubliek China. Shaoyang telt ruim 7 miljoen inwoners.